# Villar del Olmo
Villar del Olmo község Spanyolországban, Madrid tartományban. Villar del Olmo Valdilecha, Pozuelo del Rey, Nuevo Baztán, Olmeda de las Fuentes, Ambite, Orusco de Tajuña és Carabaña községekkel határos. Lakosainak száma 2277 fő (2024).

## Népesség
A település népessége az utóbbi években az alábbiak szerint változott:
| Lakosok száma | 1517 | 1752 | 1994 | 2119 | 2135 | 2085 | 1997 | 2011 | 2219 | 2277 |
|               | 2001 | 2004 | 2007 | 2009 | 2012 | 2014 | 2017 | 2019 | 2022 | 2024 |